# Cassida diversepunctata
Cassida diversepunctata es un coleóptero de la familia Chrysomelidae.
Fue descrita científicamente en 2001 por Borowiec & Swietojanska.